# 島根大学旧奥谷宿舎

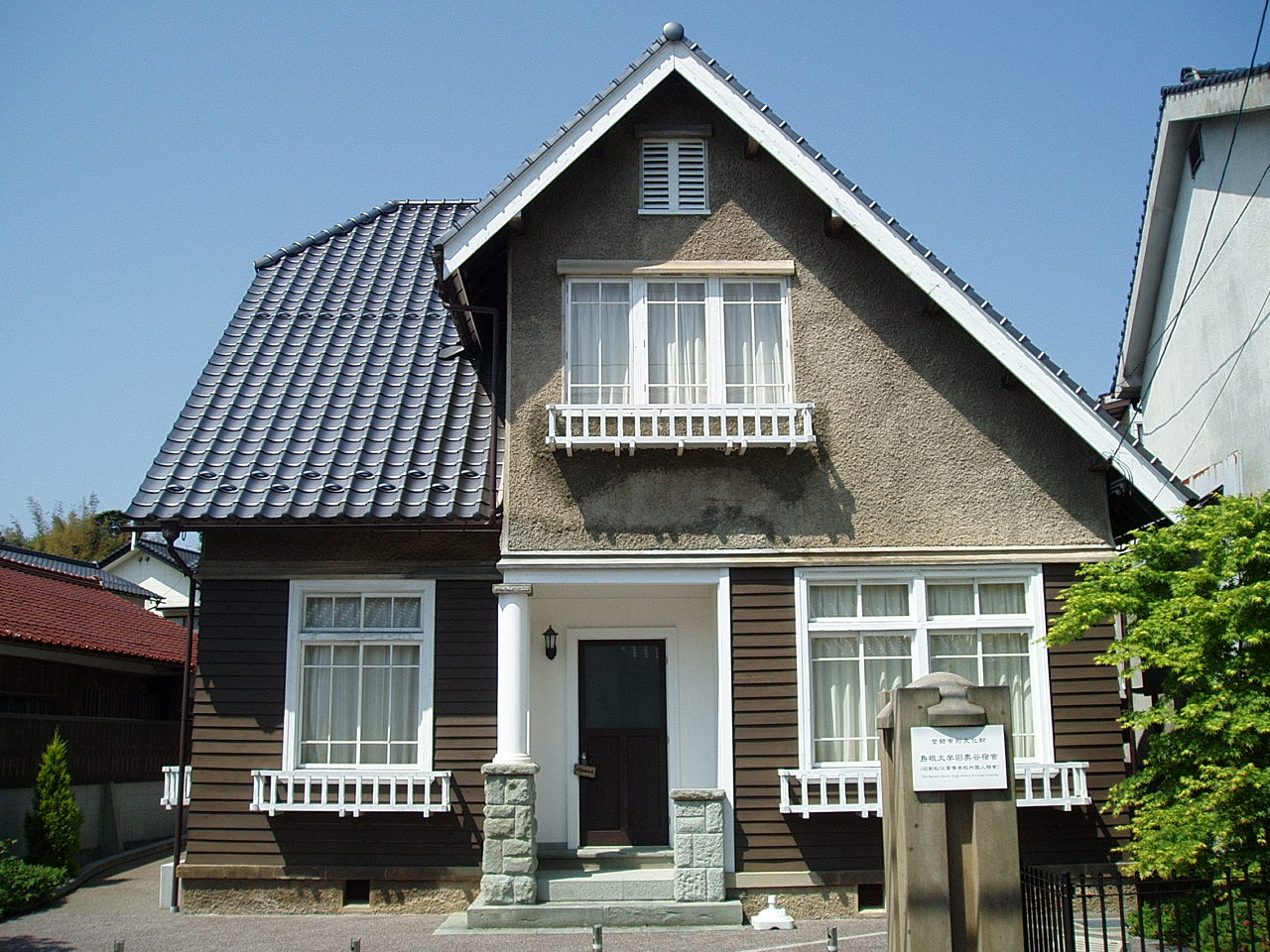
正面

島根大学旧奥谷宿舎（しまねだいがくきゅうおくだにしゅくしゃ）は、島根県松江市奥谷町にある旧制松江高等学校外国人宿舎として建てられた大正時代の洋館。国の登録有形文化財に登録されている。

## 概要
旧制松江高等学校の外国人教師向けに築造された。当初、同一企画の1号官舎（独語教師居住用）と2号官舎（英語教師居住用）の2棟が並んで建っていたが、2号官舎は1937年3月28日、火事で全焼した。
大正時代に東京・大阪郊外や軽井沢などで流行した急勾配の三角屋根をもつ木造2階建て建築。2階の張り出し部分を玄関ポーチの柱で支える。外壁は、1階が木製の横板張り、2階がモルタル投げ付け塗り仕上げ。2連及び3連の連続窓を四周に付ける。アールデコ調の彫刻が施された階段手すりや1階北東側部屋内にある天井の漆喰で作られた中心飾りが、今も建造当時の状況を残している。
第二次世界大戦前は、「著作権の父」として有名なウィルヘルム・プラーゲ博士、第二の小泉八雲として慕われ、永井隆らに影響を与えたフリッツ・カルシュ博士、ドイツ東洋文化研究協会会長を務め、勲三等旭日中綬章を受賞したハンス・シュワルベ博士らが暮らしていた。第二次世界大戦後、島根大学に引き継がれてからは、島根県の英語教育に尽力したドイツ系アメリカ人のバーソルド・アロンスタイン博士らが暮らした。
その後、宿泊施設や大学教職員宿舎として利用されていたが、2009年10月に建造当初の状況に修復され、現在は島根大学総合博物館分館として、展示や催しもの、観光施設に活用されている。地元の子供たちの間では、松江の「トトロの家」として親しまれている。
- 開館日・時間 - 原則として毎週土・日曜日、国民の祝日・振替休日 10時 - 17時。
- 休館日 - 原則として祝日・振替休日を除いた月曜日 - 金曜日。年末年始。

### 建築概要
- 建物面積 - 141.5m2
- 建造物
  - 木造2階建。

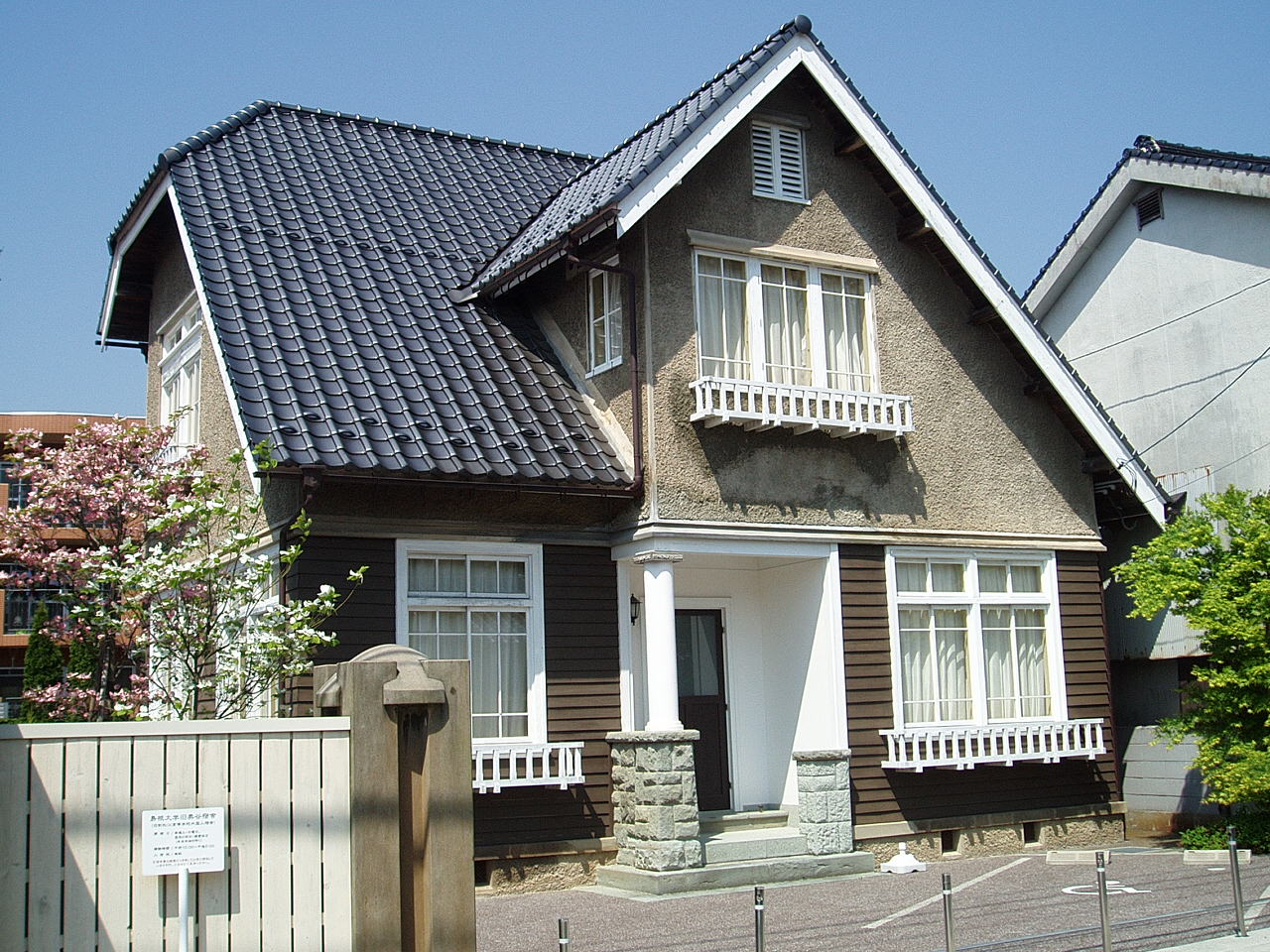
別角度から

  - 1階外壁が木製の横板張り、2階外壁がモルタル投げ付け塗り仕上げ。
- 建築年代 - 1924（大正13）年11月
- 所在地 - 〒690-0872　松江市奥谷町140
- 備考 - 国の登録有形文化財（平成19年5月登録）

## 沿革
- 1924年（大正13年） - 竣工。
- 1925年（大正14年） - ウィルヘルム・プラーゲ博士入居。
- 1925年（大正14年） - フリッツ・カルシュ博士入居。
- 1939年（昭和14年） - ハンス・シュワルベ博士入居。
- 1945年（昭和20年） - 藤野義夫・岡村弘入居。
- 1948年（昭和23年） - 原弘二郎入居。
- 1951年（昭和26年） - バーソルド・アロンスタイン博士入居。
- 2007年（平成19年） - 国の登録有形文化財に登録。
- 2009年（平成21年） - 建造当初の状況に修復され、ミュージアムサテライト施設としてオープン。

## 交通アクセス
- 山陰本線松江駅より市営バス「大学・川津方面行き」で「北堀町」下車（約15分）、徒歩約5分

## 周辺
- 松江城 - 国宝
- 小泉八雲旧居 - 国の史跡
- 小泉八雲記念館
- 塩見縄手
- 武家屋敷
- 明々庵 - 県指定文化財
- 田部美術館
- 大本島根本苑 - 第2次大本事件の舞台になった場所。明治時代は、英国人宣教師バークレー・バックストンが暮らした
- 松江歴史館
- 田原神社随神門 - 市指定文化財
- 桐岳寺
- 萬寿寺
- 千手院 - しだれ桜は市指定文化財
- 菅田庵 - 国の史跡・名勝
- 松江市立城北小学校
- 島根大学教育学部附属義務教育学校
- 島根県立松江北高等学校